# Konstantín Ushinsky
Konstantín Dmítrievich Ushinsky (en ruso: Константи́н Дми́триевич Уши́нский; Tula, Imperio ruso, 18 de febrerojul./ 2 de marzo de 1823greg. - Odesa, Imperio ruso, 22 de diciembre de 1870jul./ 3 de enero de 1871greg.) fue un pedagogo, profesor y escritor ruso, acreditado como el fundador de la moderna pedagogía científica en Rusia.

## Biografía
Konstantín Ushinsky nació en 1823 en Tula en la gobernación de Tula en lo que en esa época era el Imperio ruso. Su padre era un oficial militar ya retirado. Poco después de su nacimiento la familia se mudó a Nóvgorod-Síverski (actualmente en el óblast de Chernígov en Ucrania) donde su padre fue nombrado juez del Uyezd. En 1844 se graduó en el Departamento de Derecho de la Universidad de Moscú (actual Universidad Estatal de Moscú). De 1846 a 1849 trabajó como profesor en el Liceo Jurídico Demidov en Yaroslavl (actual Universidad Estatal de Yaroslavl), pero se vio obligado a dejar su puesto debido a sus opiniones liberales.
Durante esta época, en que se encontraba desempleado, ganaba dinero con pequeños trabajos literarios para las revistas Sovremennik y Biblioteka dlya Chteniya. Después de un año y medio en esta situación consiguió un puesto como burócrata menor en el Departamento de Religiones Extranjeras. Posteriormente se refirió a este trabajo como «el puesto más aburrido posible».
En 1854 se convirtió en profesor de literatura y derecho rusos en el orfanato de Gátchina (Instituto Gatchinsky Sirotsky). Entre 1855 y 1859 se convirtió en Inspector de la misma institución. Hubo un incidente afortunado, durante una de las inspecciones que realizaba periódicamente, descubrió dos estanterías selladas sin tocar durante más de veinte años, que contenían la biblioteca del alumno de Pestalozzi, Hugel. Este descubrimiento influyó fuertemente en su interés por la pedagogía teórica.

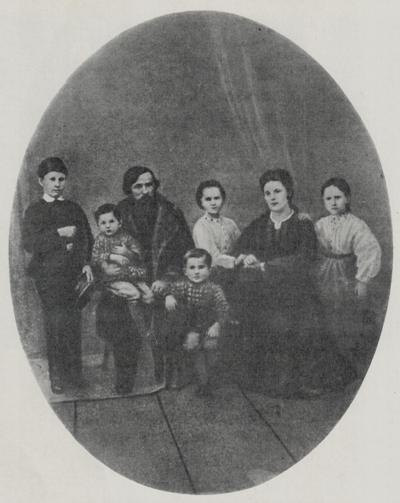
Konstantín Ushinsky con su esposa Nadia Semenivna Doroshenko-Ushinska y sus cinco hijos

Entre 1859 y 1862 trabajó como Inspector del Instituto Smolny de Doncellas Nobles de San Petersburgo. Entre 1860 y 1862 también trabajó como Editor Jefe de la Revista del Departamento de Educación (en ruso: Zhurnal Ministerstva Narodnago Obrazovaniya). Tras un conflicto con el Departamento de Educación, se vio obligado a viajar al extranjero para estudiar las organizaciones escolares en varios países europeos, como :Suiza, Alemania, Francia, Bélgica e Italia (1862-1867). El puesto fue percibido por muchos como un exilio honorario.
Hacia el final de su vida, trabajó principalmente como escritor y publicista. Junto con Nikolái Ivánovich Pirogov, puede considerse como el autor de las reformas liberales de la década de 1860. Los campesinos emancipados necesitaban escuelas, las escuelas necesitaban maestros y libros de texto. Exigió una educación universal obligatoria para niños y niñas. También fue un ferviente defensor del uso del idioma nativo y la integración de las tradiciones nacionales en las escuelas y se opuso a las prohibiciones imperiales sobre el ucraniano en la educación.
Ushinsky dedicó mucho tiempo y esfuerzo a debatir sobre las formas más convenientes de organizar seminarios de maestros. También escribió libros de texto enfocados en enseñar a los niños a leer, como: Detski mir (El mundo de los niños), «el equivalente ruso del estadounidense McGuffy Reader», y el manual Rodnoe slovo (Nuestra lengua materna, 1864), utilizado en las escuelas de Ucrania durante el Imperio ruso. Más de diez millones de sus libros, incluidas 187 ediciones de Rodnoe slovo, se imprimieron antes de la Revolución de Octubre.
Konstantín Ushinsky murió en Odesa en 1870 y está enterrado en el Monasterio de San Miguel de Vydubichi en Kiev.

## Publicaciones

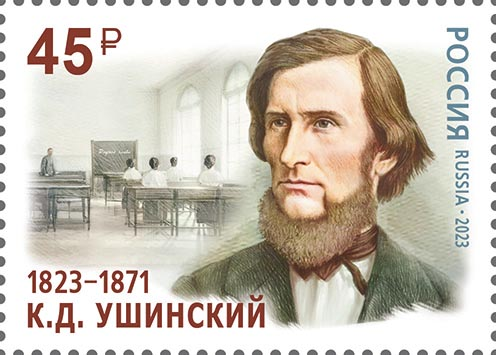
Sello postal de Rusia de 2023 en honor al bicentenario de su nacimiento.

La obra maestra de Ushinsky fue su trabajo teórico El ser humano como sujeto de la educación: antropología pedagógica en tres volúmenes, iniciado en 1867. En él argumentaba que el sujeto de la educación es una persona, por lo que es imposible lograr resultados en la educación sin utilizar el resultado de las «ciencias antropológicas», es decir la: filosofía, economía política, historia, literatura, psicología, anatomía y la fisiología. Según creía Ushinsky, «La experiencia pedagógica sin ciencia es equivalente a la brujería en la medicina». Entre sus innovaciones se encontraba el nuevo «Método Fonético Analítico-Sintético» para el aprendizaje de la lectura y la escritura, que sigue siendo el principal método utilizado en las escuelas rusas.

## Legado
Las siguientes instituciones educativas llevan actualmente su nombre
- Universidad Pedagógica Nacional del Sur de Ucrania en Odesa
- Universidad Pedagógica Estatal de Yaroslavl
- Primer Gymnasium de Simferopol (Crimea)